# Liste der Kulturdenkmale in Bernbruch (Grimma)
In der Liste der Kulturdenkmale in Bernbruch sind die Kulturdenkmale des Grimmaer Ortsteils Bernbruch verzeichnet, die bis Juli 2024 vom Landesamt für Denkmalpflege Sachsen erfasst wurden (ohne archäologische Kulturdenkmale). Die Anmerkungen sind zu beachten.
Diese Aufzählung ist eine Teilmenge der Liste der Kulturdenkmale in Grimma.

## Bernbruch
| Bild                                    | Bezeichnung | Lage                                 | Datierung                                                                          | Beschreibung | ID       |
| --------------------------------------- | --- | ------------------------------------ | ---------------------------------------------------------------------------------- | --- | -------- |
| Direkt Bild zu diesem Denkmal hochladen | Hofpflaster eines Dreiseithofes                                                                                    | Großbucher Straße 4 (Karte)          | 18. Jahrhundert                                                                    | Zeugnis bäuerlicher Bau- und Wirtschaftsweise im 18. und 19. Jahrhundert, baugeschichtlich von Bedeutung. Ehemals denkmalgeschütztes Seitengebäude 2017 oder 2018 abgerissen. Zweigeschossig, Erdgeschoss massiv (Bruchstein, Lehm), Obergeschoss Fachwerk, Giebel massiv erneuert, zweibogige Kumthalle mit Säulen in Porphyrtuff, Türgewände in Porphyrtuff mit geradem Türsturz, darüber zweitverbauter Schlussstein in Porphyrtuff (bezeichnet mit 1794), Krüppelwalmdach. | 09256964 |
| Weitere Bilder                          | Kirche mit Ausstattung sowie Kirchhof mit Einfriedung und Kriegerdenkmal für die Gefallenen des Ersten Weltkrieges | Lauterbacher Straße (Karte)          | Um 1200 (Kirche); 1688 (Taufe); 1914/1915 (Orgel); 1914 (Ausstattung und Bemalung) | Romanische Chorturmkirche, mit Saalanbau von 1914, von ortsgeschichtlicher und bauhistorischer Bedeutung. - romanische Chorturmkirche mit Apsis: Saalbau, verputzter Massivbau, Bruchsteinsockel, Fenstergewände größtenteils in Porphyrtuff, Krüppelwalmdach, Ostturm mit Satteldach, Westfassade mit Giebelabschluss - Kriegerdenkmal für die Gefallenen des Ersten Weltkrieges: Steinblock mit Eisernem Kreuz Tafel mit Eisernem Kreuz und Jahreszahlen „1914“, „1918“ „Unsere gefallenen Helden“ und Namen der Toten „Gewidmet von Herrn Emil Boden Rittergut Bernbruch“ - ummauerter Kirchhof als Umgebung einer romanischen Chorturmkirche - Einfriedung: umlaufend Bruchsteinmauer, teilweise verputzt, Abdeckung ebenfalls Bruchstein bzw. Beton. Eingänge von Süden und Norden, gemauerte Pylone mit Stahlstabtor - Lebensbaum-Allee (sechs Bäume) zwischen Nordtor und Kirche, Großbaum (Roteiche) zwischen Südtor und Kirche, Rasenfläche mit leichter Bodenbewegung, lockere Gräberbelegung, teilweise Grabeinfassung mit geschnittenen Eibenhecken, vereinzelte Großbäume (Birken, Koniferen) - Nebengebäude (Leichenhalle bzw. Gerätehaus) an der Nordseite - Schöpfbrunnen (Granitporphyr) in östliche Einfriedung integriert - Zugangsweg zwischen Hauptportal und Kirche mit wassergebundener Decke (grau) befestigt - Denkmal für die Gefallenen des 2. Weltkrieges: Hochkreuz (Granit), flankiert von steinernen Stahlhelmen | 09256960 |
| Direkt Bild zu diesem Denkmal hochladen | Seitengebäude (mit Kumthalle) eines Dreiseithofes                                                                  | Lauterbacher Straße 15 (Karte)       | Ende 19. Jahrhundert                                                               | Zeugnis bäuerlicher Bau- und Wirtschaftsweise des 19. Jahrhunderts, baugeschichtlich von Bedeutung. Zweigeschossiger, verputzter Massivbau, Erdgeschoss Bruchstein, Obergeschoss Ziegelstein, originale Putzgliederung, Fenstergewände im Erdgeschoss und Giebel in Sandstein (sonst Porphyrtuff), im Obergeschoss und Giebel in Porphyrtuff, Türgewände in Porphyrtuff, zweibogige Kumthalle (Säule in Porphyrtuff), Satteldach, verputzte Ziegelsteintraufe, Dreiseithof mit Nummer 13. | 09256957 |
| Direkt Bild zu diesem Denkmal hochladen | Seitengebäude (mit Kumthalle) eines Dreiseithofes                                                                  | Lauterbacher Straße 22 (Karte)       | Ende 19. Jahrhundert                                                               | Zeugnis bäuerlicher Bau- und Wirtschaftsweise des 19. Jahrhunderts, baugeschichtlich von Bedeutung. Zweigeschossiger, verputzter Massivbau (Bruchstein), originale Putzgliederung, im Erdgeschoss Sandsteinfenstergewände (Segmentbogen), Türgewände in Sandstein, originale Tür, im Obergeschoss Fenstersohlbänke in Sandstein, dreibogige Kumthalle mit Sandsteinsäulen, Satteldach. | 09256962 |
| Weitere Bilder                          | Postmeilensäule | Lauterbacher Straße 32 (vor) (Karte) | 1930 (Kopie), Original bezeichnet mit 1722                                         | Kursächsische Postmeilensäulen (Sachgesamtheit), Viertelmeilenstein, verkehrsgeschichtlich von Bedeutung. Der Viertelmeilenstein aus Rochlitzer Porphyrtuff mit der Inschrift „AR“ „1722“ und der Reihennummer „3“ stand an der alten Poststraße Borna-Wermsdorf-Moritzburg-Dresden. Wahrscheinlich stellt der Steinmetzmeister Heßler (Rochlitz) die Postsäule her. 1977 restaurierte der Steinmetzmeister Franz (Leipzig) den Stein und ersetzte dabei das fehlende Kopfstück. | 09256963 |
| Direkt Bild zu diesem Denkmal hochladen | Seitengebäude (ehemaliges Nachtwächterhaus) im Grundstück eines Bauernhofes                                        | Lauterbacher Straße 42 (Karte)       | 1813                                                                               | Eingeschossiger Lehmbau, von sozialgeschichtlicher und ortshistorischer Bedeutung. Eingeschossiger, verputzter Massivbau (Stampflehm), Satteldach mit verbrettertem Giebel. Zwischen 2009 und 2015 abgerissen. | 08974746 |
| Direkt Bild zu diesem Denkmal hochladen | Wohnstallhaus eines Dreiseithofes                                                                                  | Lauterbacher Straße 46 (Karte)       | Um 1900                                                                            | Zeugnis der baulichen Entwicklung auf dem Lande um die Jahrhundertwende um 1900, Putzfassade in aufwändiger Gliederung, baugeschichtlich von Bedeutung. Zweigeschossiger, verputzter Massivbau, Bruchsteinsockel, Kellerfenstergewände in Kunststein, Fenstersohlbänke und Verdachung in Kunststein, rote Ziegelsteingliederung, Ziegelsteintraufe, Satteldach, zum Hof Mittelrisalit mit Giebelabschluss, rückwärtig Backhaus. | 09256989 |
| Direkt Bild zu diesem Denkmal hochladen | Pfarrhaus (mit Schule, sogenanntes Kirchschullehn)                                                                 | Schulplan 1 (Karte)                  | Mitte 19. Jahrhundert                                                              | Schlichter Putzbau von ortshistorischer Bedeutung. Zweigeschossiger, verputzter Massivbau (Bruchsteinsockel), Fenstergewände im Erdgeschoss zum Teil in Porphyrtuff, Fenstersohlbänke im Obergeschoss in Porphyrtuff, Türgewände mit Verdachung in Porphyrtuff (jetzt überputzt), ältere Tür, Satteldach. | 09256961 |

## Tabellenlegende
- Bild: Bild des Kulturdenkmals, ggf. zusätzlich mit einem Link zu weiteren Fotos des Kulturdenkmals im Medienarchiv Wikimedia Commons. Wenn man auf das Kamerasymbol klickt, können Fotos zu Kulturdenkmalen aus dieser Liste hochgeladen werden:
- Bezeichnung: Denkmalgeschützte Objekte und ggf. Bauwerksname des Kulturdenkmals
- Lage: Straßenname und Hausnummer oder Flurstücknummer des Kulturdenkmals. Die Grundsortierung der Liste erfolgt nach dieser Adresse. Der Link (Karte) führt zu verschiedenen Kartendiensten mit der Position des Kulturdenkmals. Fehlt dieser Link, wurden die Koordinaten noch nicht eingetragen. Sind diese bekannt, können sie über ein Tool mit einer Kartenansicht einfach nachgetragen werden. In dieser Kartenansicht sind Kulturdenkmale ohne Koordinaten mit einem roten bzw. orangen Marker dargestellt und können durch Verschieben auf die richtige Position in der Karte mit Koordinaten versehen werden. Kulturdenkmale ohne Bild sind an einem blauen bzw. roten Marker erkennbar.
- Datierung: Baubeginn, Fertigstellung, Datum der Erstnennung oder grobe zeitliche Einordnung entsprechend des Eintrags in der sächsischen Denkmaldatenbank
- Beschreibung: Kurzcharakteristik des Kulturdenkmals entsprechend des Eintrags in der sächsischen Denkmaldatenbank, ggf. ergänzt durch die dort nur selten veröffentlichten Erfassungstexte oder zusätzliche Informationen
- ID: Vom Landesamt für Denkmalpflege Sachsen vergebene, das Kulturdenkmal eindeutig identifizierende Objekt-Nummer. Der Link führt zum PDF-Denkmaldokument des Landesamtes für Denkmalpflege Sachsen. Bei ehemaligen Kulturdenkmalen können die Objektnummern unbekannt sein und deshalb fehlen bzw. die Links von aus der Datenbank entfernten Objektnummern ins Leere führen. Ein ggf. vorhandenes Icon  führt zu den Angaben des Kulturdenkmals bei Wikidata.